# 宮城山正見
宮城山 正見（みやぎやま まさみ、1889年10月13日 - 1961年3月26日）は、現在の宮城県大崎市出身で井筒部屋、関ノ戸部屋、再度井筒部屋に所属した力士。本名は佐久間 正見。5代芝田山。174cm、98kg。最高位は東小結。

## 経歴
駒ヶ嶽國力を頼って入門。所属は井筒部屋であったが、駒ヶ嶽の内弟子であった。1908年5月初土俵、1916年1月新入幕、1918年1月新小結、1922年5月引退し、5代芝田山を襲名。1931年5月廃業した。

## 成績
- 通算29場所
- 関取20場所62勝73敗18休9分預
- 幕内13場所44勝62敗18休6分預

### 場所別成績
| 1908年 （明治41年） | x                      | 西序ノ口19枚目 –       |
| 1909年 （明治42年） | 西序二段31枚目 –       | 西序二段35枚目 –       |
| 1910年 （明治43年） | 西三段目52枚目 –       | 西幕下57枚目 –         |
| 1911年 （明治44年） | 西幕下62枚目 –         | 東幕下21枚目 –         |
| 1912年 （明治45年） | 西幕下5枚目 4–1        | 東十両11枚目 2–2 1預   |
| 1913年 （大正2年） | 東幕下2枚目 3–1 1分    | 西十両15枚目 3–2       |
| 1914年 （大正3年） | 西十両8枚目 2–3        | 東十両13枚目 3–2 1預   |
| 1915年 （大正4年） | 東十両8枚目 4–1        | 西十両3枚目 4–1 1預    |
| 1916年 （大正5年） | 東前頭15枚目 3–2–3 2預 | 東前頭11枚目 3–6 1分   |
| 1917年 （大正6年） | 西前頭10枚目 6–3–1     | 西前頭2枚目 6–3 1分    |
| 1918年 （大正7年） | 東小結 2–7–1           | 東前頭5枚目 6–2–1 1預  |
| 1919年 （大正8年） | 東小結 2–8             | 東前頭8枚目 7–3 ★      |
| 1920年 （大正9年） | 東前頭2枚目 2–8        | 西前頭11枚目 3–7       |
| 1921年 （大正10年） | 西前頭11枚目 2–6–1 1預 | 東前頭11枚目 2–7–1     |
| 1922年 （大正11年） | 西前頭16枚目 0–0–10    | 西十両2枚目 引退 0–0–0 |
| 各欄の数字は、「勝ち-負け-休場」を示す。 優勝 引退 休場 十両 幕下 三賞：敢=敢闘賞、殊=殊勲賞、技=技能賞 その他：★=金星 番付階級：幕内 - 十両 - 幕下 - 三段目 - 序二段 - 序ノ口 幕内序列：横綱 - 大関 - 関脇 - 小結 - 前頭（「#数字」は各位内の序列） |                        |                        |

- 幕下以下の地位は小島貞二コレクションの番付実物画像による。

## 改名
一ノ駒→宮城山(1911年1月場所-)